# Xe tải âm thanh ở Nhật Bản
Tại Nhật Bản, xe tải âm thanh (街宣車 gaisensha) là phương tiện được trang bị hệ thống truyền thanh công cộng. Xe tải âm thanh được sử dụng đáng kể trong bối cảnh chính trị và thương mại, đồng thời có một hoặc nhiều loa có thể phát thông báo hoặc bản nhạc đã ghi âm khi xe tải đi qua những khu vực lân cận. Trong chính trường, các đảng phái, ứng cử viên và đoàn thể sử dụng loại xe này bày để tỏ quan điểm của họ. Trong những ngày đầu của nền dân chủ Nhật Bản sau chiến tranh, chúng là một trong những phương tiện phổ biến nhất để tiến hành các cuộc vận động chính trị, bên cạnh thông báo trên đài phát thanh và những buổi hội họp được tài trợ. Trong bối cảnh thương mại, các nhà cung cấp cũng sử dụng xe tải âm thanh cho mục đích bán hàng hóa, thu thập vật liệu có thể tái chế và các mục đích khác.

## Luật lệ
Việc sử dụng những chiếc xe tải âm thanh này có thể phải tuân theo cái gọi là luật gây phiền toái, mặc dù đã có những trường hợp cảnh sát thông cảm với các nhóm cánh hữu sử dụng những chiếc xe tải này và đã bỏ qua hành vi đó.